# Phasianus
Phasianus – rodzaj ptaków z podrodziny bażantów (Phasianinae) w rodzinie kurowatych (Phasianidae).

## Zasięg występowania
Rodzaj obejmuje gatunki występujące w Azji. Bażant zwyczajny (P. colchicus) został introdukowany w wielu częściach świata, w tym w Europie i Ameryce Północnej, jako ptak łowny.

## Morfologia
Długość ciała samców 75–89 cm (ogon 27–59 cm), samic 53–62 cm (ogon 21–31 cm), rozpiętość skrzydeł 70–90 cm; masa ciała samców 770–1990 g, samic 545–1453 g.

## Systematyka

### Etymologia
Phasianus: łac. phasianus „bażant”, od gr. φασιανος phasianos „bażant”. Bażanty zostały po raz pierwszy znalezione przez Argonautów nad brzegiem rzeki Phasis w Kolchidzie. W ornitologii phasis, od średniowiecznołac. phasis avis „bażant”, jest często stosowany jako substytut phasianus.

### Podział systematyczny
Do rodzaju należą następujące gatunki:
- Phasianus colchicus Linnaeus, 1758 – bażant zwyczajny
- Phasianus versicolor Vieillot, 1825 – bażant pstry